# Jan Krzysztof Ludwicki
Jan Krzysztof Ludwicki (ur. 18 kwietnia 1946) – prof. dr hab. nauk farmaceutycznych, specjalność toksykologia.

## Droga naukowa
- 1970 mgr farmacji
- 1974 doktor nauk farmaceutycznych
- 1975-1976 Studia specjalistyczne w zakresie toksykologii - University of Rochester  NY, USA
- 1986 doktor habilitowany nauk farmaceutycznych
- 1994 profesor zwyczajny

## Kariera zawodowa
Od początku kariery zawodowej związany z Państwowym Zakładem Higieny, w latach 1970-1986 najpierw jako asystent, później adiunkt w Zakładzie Badania Żywności i Przedmiotów Użytku PZH; od 1985 kierownik Zakładu Toksykologii i Oceny Ryzyka Zdrowotnego PZH, w latach 1995-2002 Zastępca Dyrektora ds Naukowych, Dyrektor Instytutu w latach 2001-2006, zastępca Dyrektora ds. Zdrowia Środowiskowego w latach 2006-2017.

## Działalność dydaktyczna
Promotor i recenzent w przewodach doktorskich, także recenzent w przewodach habilitacyjnych i w postępowaniach o nadanie tytułu profesora. Autor opinii do CK w sprawie uprawnień do nadawania stopni naukowych uczelniom i instytutom. Autor licznych wykładów na studiach specjalizacyjnych (zarówno pierwszego jak i drugiego stopnia) z Higieny i epidemiologii oraz na szkoleniach dla pracowników Państwowej Inspekcji Sanitarnej w zakresie akredytacji i wdrażania systemów jakości w laboratoriach.  

## Uczestnictwo w Radach Naukowych
- 1986-nadal	Członek Rady Naukowej Narodowego Instytutu Zdrowia Publicznego - Państwowego Zakładu Higieny
- 1989-1992 Członek Rady Naukowej Instytutu Medycyny Pracy im. prof. dra J. Nofera w Łodzi
- 1992-1995 Członek Rady Naukowej przy Ministrze Zdrowia i Opieki Społecznej
- 1992-2012 Członek Rady Naukowej (Przewodniczący RN w latach 1997-2012) Instytutu Przemysłu Organicznego
- 2003-2006 Członek Komitetu Nauki o Żywieniu Człowieka PAN
- 2003-2017, 2018 - nadal Członek Rady Naukowej (od 2010 Przewodniczący RN) Wojskowego Instytutu Higieny i Epidemiologii
- 2003-2007 Członek Rady Naukowej Narodowego Instytutu Leków
- 2003-2011 Zastępca Przewodniczącego Komisji Farmakopei Polskiej
- od 2005 Członek Rady Sanitarno-Epidemiologicznej przy Głównym Inspektorze Sanitarnym
- 2008-2013 Członek Rady Naukowej Instytutu Reumatologii
- 2017-nadal Członek Rady Naukowej Centralnego Instytutu Ochrony Pracy

## Publikacje
Autor i współautor licznych prac z zakresu toksykologii, redaktor Przewodnika po terminologii (ISBN 978-83-89379-78-8).

## Pozostałe informacje
Uczestnik w międzynarodowych programach badawczych, koordynator na Polskę 5 Programu Ramowego UE „INUENDO” oraz 7 Programu Ramowego UE „CLEAR”. 

W 2009 odznaczony przez prezydenta Lecha Kaczyńskiego Krzyżem Kawalerskim Orderu Odrodzenia Polski.